# César Lattes
Cesare Mansueto Giulio Lattes (11. července 1924 Curtiba – 8. března 2005 Campinas), také známý jako Cesar (nebo César) Lattes, byl brazilský experimentální fyzik, jeden z objevitelů pionu, složené subatomární částice, patřící mezi mezony a tvořené kvarky a antikvarky.

## Život
Lattes se narodil do rodiny italsko-židovských přistěhovalců v Curitibě ve státě Paraná. Studoval právě v Curitibě a později rovněž v São Paulu, kde v roce 1943 na zdejší Univerzitě São Paulo získal titul z matematiky a fyziky. Byl součástí skupiny mladých brazilských fyziků, kteří pracovali pod evropskými učiteli, jako byli Gleb Wataghin a Giuseppe Occhialini. Lattes byl považován za jednoho z nejbrilantnějších členů skupiny a již ve velmi mladém věku byl znám jako velmi bystrý výzkumník. I další jeho kolegové se ale stali důležitými brazilskými vědci, byli to zejména Oscar Sala, Mário Schenberg, Roberto Salmeron, Marcelo Damy de Souza Santos a Jayme Tiomno. Ve věku 25 let byl jedním ze zakladatelů Brazilského centra pro fyzikální výzkum (Centro Brasileiro de Pesquisas Físicas) v Rio de Janeiru.
Mezi roky 1947 a 1948 zahájil Lattes svou hlavní linii výzkumu studiem kosmického záření. Navštívil meteorologickou stanice na vrcholu 5200 metrů vysoké hory Chacaltaya v Bolívii, kde využil fotografické desky k detekci záření. Se svým učitelem Occhilianim odcestoval do Anglie, kde nastoupil H. H. Willsovu laboratoř na University of Bristol, vedenou Cecilem Powellem. Zde vylepšil jadernou emulzi využívanou Powellem tím, že přidal více boru. V roce 1947, udělal spolu s Powellem velký experimentální objev, když detekovali pion (neboli pí mezon). Lattes pak sepsal článek pro časopis Nature, ovšem bez vědomí Powella. Ve stejném roce rovněž vypočítal nové hodnoty hmotnosti částic. O rok později, prácoval s Eugenem Gardnerem na Kalifornské univerzitě v Berkeley, kde byl schopen detekovat umělou produkci pionů v laboratorním cyklotronu tím, že bombardoval uhlíkové atomů alfa částicemi. V té době mu bylo stále jen 24 let.
V roce 1949 se Lattes vrátil jako profesor a výzkumný pracovník na Federal University of Rio de Janeiro a Brazilské centrum pro fyzikální výzkum. Po dalším krátkém pobytu ve Spojených státech (mezi roku 1955 a 1957), se vrátil do Brazílie a přijal místo na své alma mater, konkrétně na Oddělení fyziky univerzity São Paulo.
V roce 1967 přijal pozici řádného profesora na novém Wataghinově ústavu fyziky na State University of Campinas (Unicamp), který pomáhal založit. Stal se také předsedou oddělení kosmického záření, chronologie, vysokých energií a leptonů. Roku 1969 spolu se svou skupinou určil hmotnost takzvaných fireballů, což je jev vyvolaný přirozeně se vyskytujícími vysoce energetickými srážkami, a který byl detekován pomocí speciálních olověných komor vynalezených Lattesem a umístěných na vrcholu hory Chacaltaya v bolivijských Andách.
Lattes odešel v roce 1986 do penze, přičemž získal na Unicamp tituly doctor honoris causa a emeritní profesor. Po odchodu do důchodu žíl v domě v příměstské oblasti v těsné blízkosti univerzitního kampusu. Zemřel na srdeční infarkt dne 8. března 2005 v Campinas v São Paulu.

## Odkaz
Lattes je jedním z nejvýznamnějších a nejuznávanějších brazilských fyziků, jeho práce byla zásadní pro rozvoj atomové fyziky. Byl také vědeckým vůdcem brazilské fyziky a jednou z hlavních osobností, která stála za vytvořením důležité Brazilské národní výzkumná rada (Conselho Nacional de Desenvolvimento Científico e Tecnológico). Vzhledem k jeho příspěvku v tomto procesu je Brazilská národní vědecká databáze pojmenována po něm, jako Lattésova platforma.
Jako jeden z mála Brazilců figuroval v Asimově Životopisné encyklopedii vědy a techniky, stejně jako v Encyclopædia Britannica. I když byl hlavním výzkumným pracovníkem a první autor historického článku v Nature popisujícím pion, Nobelovu cenu za fyziku pro rok 1950 získal pouze Cecil Powell za "vývoj fotografické metody studia jaderných procesů a jeho objevy týkající se mezonů uskutečněné touto metodou". Důvodem pro toto zdánlivé zanedbání je, že Nobelův výbor do roku 1960 uděloval cenu pouze vedoucímu výzkumné skupiny. Říká se, že Niels Bohr zanechal dopis s názvem "Proč Cesar Lattes nezískal Nobelovu cenu - Otevřete 50 let po mé smrti", nicméně dotazy v Bohrově Archivu v Kodani v Dánsko ukazují, že žádný takový dokument pravděpodobně neexistuje. Po Lattesově smrti se UNICAMP rozhodla pojmenovat po něm ústřední knihovnu.

## Citát
"Věda by měla být bez pochyb univerzální. Nicméně, člověk by tomu neměl bezpodmínečně věřit."

## Kultura
Album Quanta Gilberta Gila z toku 1998, které získalo cenu Grammy, obsahuje píseň věnovaná Lattesovi, nazvanou "Ciência e Arte".